# Zielona pożywka
Zielona pożywka (ang. Soylent Green) – film fantastycznonaukowy z 1973 roku wyreżyserowany przez Richarda Fleischera.
Scenariusz napisał Stanley R. Greenberg na podstawie powieści Harry'ego Harrisona Przestrzeni! Przestrzeni!. Film dostał nagrodę Nebula za najlepszą prezentację dramatyczną oraz nagrodę Saturn w kategorii najlepszy film science fiction w 1973.

## Opis fabuły
Rok 2022. Nowy Jork zamieszkuje 40 mln mieszkańców. Efekt cieplarniany spowodował podwyższenie temperatury, jedzenie jest zawrotnie drogie (150 dolarów za słoik dżemu truskawkowego). W szczególności deficytowe są pokarmy z zawartością białek. W odpowiedzi na ten problem firma Soylent stworzyła nowe jedzenie, zieloną pożywkę. W tym czasie policjant Thorn prowadzi dochodzenie w sprawie zabójstwa członka rady nadzorczej Soylentu, Williama R. Simonsona. Dochodzenie zaprowadzi go w niespodziewanym kierunku i odkryje przerażającą prawdę o zielonej pożywce.
Śledząc drogę ciała swojego przyjaciela, który poddał się eutanazji Thorn trafia do przetwórni, która przerabia ciała zmarłych na „zieloną pożywkę”.

## Obsada
- Charlton Heston – Thorn
- Edward G. Robinson – Solomon „Sol” Roth
- Stephen Young – Gilbert
- Mike Henry – sierżant Kulozik
- Lincoln Kilpatrick – Ojciec Paul
- Roy Jenson – szef ochrony Donovan
- Leigh Taylor-Young – Shirl
- Chuck Connors – Tab Fielding
- Joseph Cotten – William R. Simonson
- Brock Peters – porucznik Hatcher
- Paula Kelly – Martha
- Stephen Young – Gilbert
- Leonard Stone – Charles

i inni

## Porównanie z powieścią
- W powieści akcja toczy się od 9 sierpnia 1999 do 1 stycznia 2000.
- Główny bohater ma inne imię i nazwisko; w powieści nazywał się Andy Rusch.
- W powieści nie został poruszony problem kanibalizmu. Substancja o nazwie zielona pożywka nie istnieje.
- W filmie głównym antagonistą detektywa Thorna jest korporacja Soylent, w powieści młody chiński emigrant Billy Chung.
- W książce nie występuje problem globalnego ocieplenia.
- Populacja Nowego Jorku liczy 35 milionów, a nie 40 mln jak ukazano to w filmie.
- W filmie pominięto jakiekolwiek informacje odnoszące się do przeludnienia na świecie.
- W książce zabójstwa nikt nie zaplanował. Doszło do niego przypadkowo, gdy Billy Chung próbował okraść milionera.
- Zmieniono nazwisko i imię zamordowanego z O'Briena na Simonsona.
- Romans głównego bohatera z Shirl został bardzo okrojony w stosunku do powieści.
- Śmierć Sola różni się w powieści od tej ukazanej w filmie. W książce Sol umiera w domu na skutek obrażeń, które odniósł na demonstracji.
- Nastąpiła całkowita zmiana zakończenia. W filmie główny bohater zostaje wyniesiony z kościoła na noszach, w książce nic takiego nie ma.
- W książce spotykamy się z krytyką encykliki Humanae vitae Pawła VI.